# موراوانی (ناحیه برنو-تسوونتری)
موراوانی (به چکی: Moravany) یک منطقهٔ مسکونی در جمهوری چک است که در ناحیه برنو-تسوونتری واقع شده‌است. موراوانی ۶٫۶۴ کیلومتر مربع مساحت و ۲٬۲۸۳ نفر جمعیت دارد و ۲۴۶ متر بالاتر از سطح دریا واقع شده‌است.